# Saint-Senoch
Saint-Senoch is een gemeente in het Franse departement Indre-et-Loire (regio Centre-Val de Loire) en telt 443 inwoners (2005). De plaats maakt deel uit van het arrondissement Loches.

## Geografie
De oppervlakte van Saint-Senoch bedraagt 24,6 km², de bevolkingsdichtheid is 18,0 inwoners per km².
De onderstaande kaart toont de ligging van Saint-Senoch met de belangrijkste infrastructuur en aangrenzende gemeenten.

## Demografie
Onderstaande figuur toont het verloop van het inwonertal (bron: INSEE-tellingen).